# Повіт Соя
Пові́т Со́я (яп. 宗谷郡, そうやぐん, МФА: [soja guɴ]) — повіт в Японії, в окрузі Соя префектури Хоккайдо.